# Gare de Deuil - Montmagny
La gare de Deuil - Montmagny est une gare ferroviaire française de la ligne d'Épinay - Villetaneuse au Tréport - Mers, située dans la commune de Deuil-la-Barre, à la limite de Montmagny (département du Val-d'Oise). Elle est l'une des deux gares de Deuil-la-Barre, la seconde étant la gare de La Barre - Ormesson au sud de la ville.
Ouverte en 1877 par la Compagnie des chemins de fer du Nord, c'est aujourd'hui une gare de la Société nationale des chemins de fer français (SNCF) desservie par les trains de la ligne H du Transilien (réseau Paris-Nord). Elle se situe à une distance de 11,5 km de la gare de Paris-Nord.

## Situation ferroviaire
La gare de Deuil - Montmagny est située au niveau du sol naturel, à l'est du centre-ville. Établie à 51 m d'altitude, elle se situe au point kilométrique (PK) 11,529 de la ligne d'Épinay - Villetaneuse au Tréport - Mers (PK 0 à Paris-Nord). Elle constitue le premier point d'arrêt de la ligne après la bifurcation d'Épinay - Villetaneuse et précède la gare de Groslay.

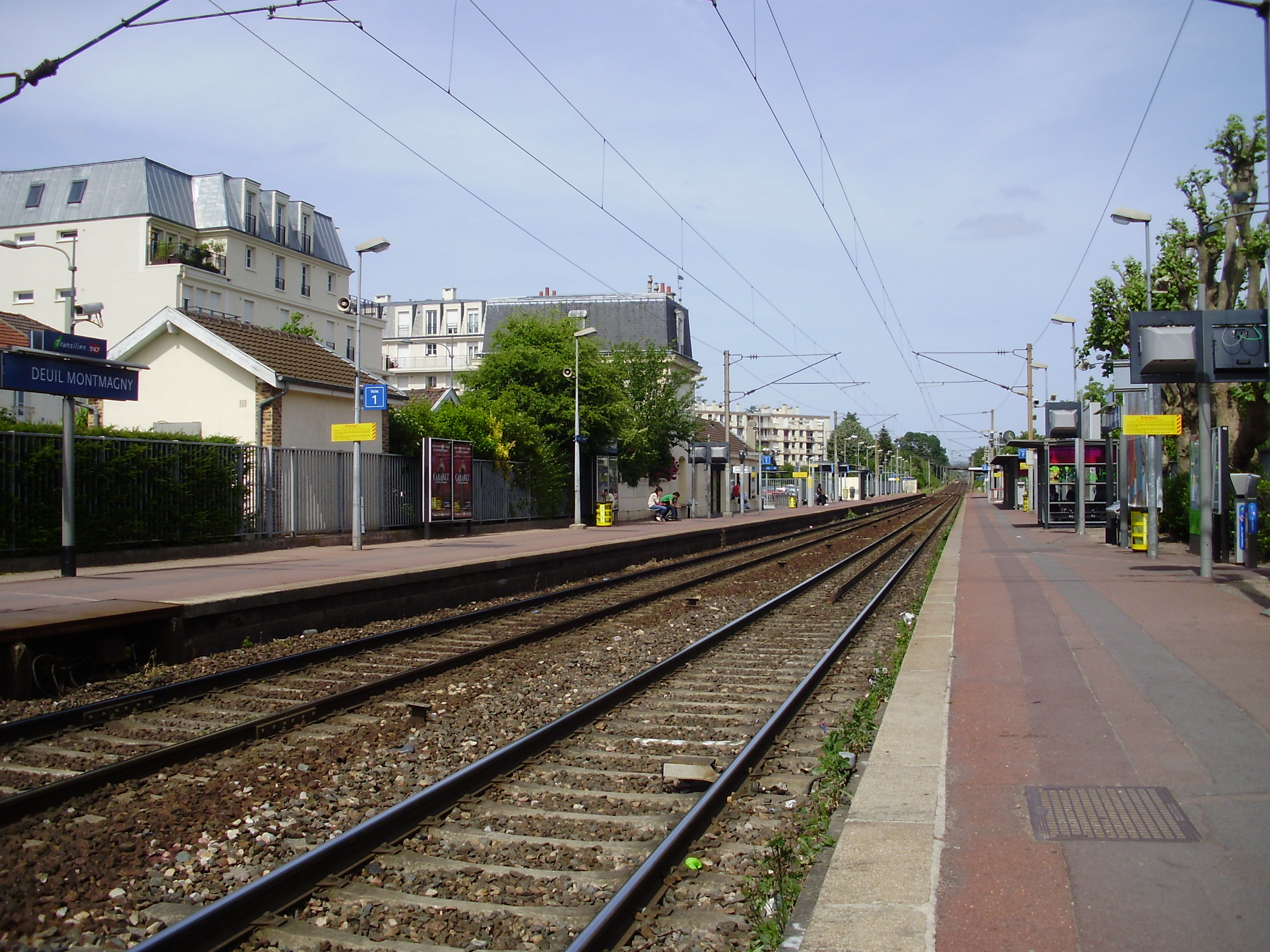
Vue des quais et des voies en regardant vers la gare de Montsoult - Maffliers.

## Histoire
La ligne entre Épinay - Villetaneuse et Persan - Beaumont via Montsoult - Maffliers est ouverte par la Compagnie des chemins de fer du Nord le 5 avril 1877, l'embranchement de Montsoult à Luzarches l'étant, lui, en 1880.
Le nombre de voyageurs quotidiens se situait entre 2 500 et 7 500 en 2002. La gare possède un parking gratuit de 145 places.

## Services voyageurs

### Accueil
En 2011, un guichet est ouvert tous les jours de 6 h à 1 h. Il est adapté pour les personnes handicapées, et dispose de boucles magnétiques pour personnes malentendantes. Des automates Transilien sont également disponibles. Une boîte aux lettres est située à l'extérieur.
Un parc relais gratuit de 145 places est aménagé pour les véhicules.

### Desserte
En 2012, la gare est desservie par les trains du réseau Transilien Paris-Nord (ligne H) desservant la ligne de Persan-Beaumont via Montsoult-Maffliers, à raison (par sens) d'un train toutes les 15 minutes aux heures creuses, de 6 à 8 trains par heure aux heures de pointe.
Les trajets sont assurés par des automotrices de type Z 50000 (Francilien). Le temps de trajet est d'environ 13 minutes depuis la gare de Paris-Nord.

## Passage à niveau

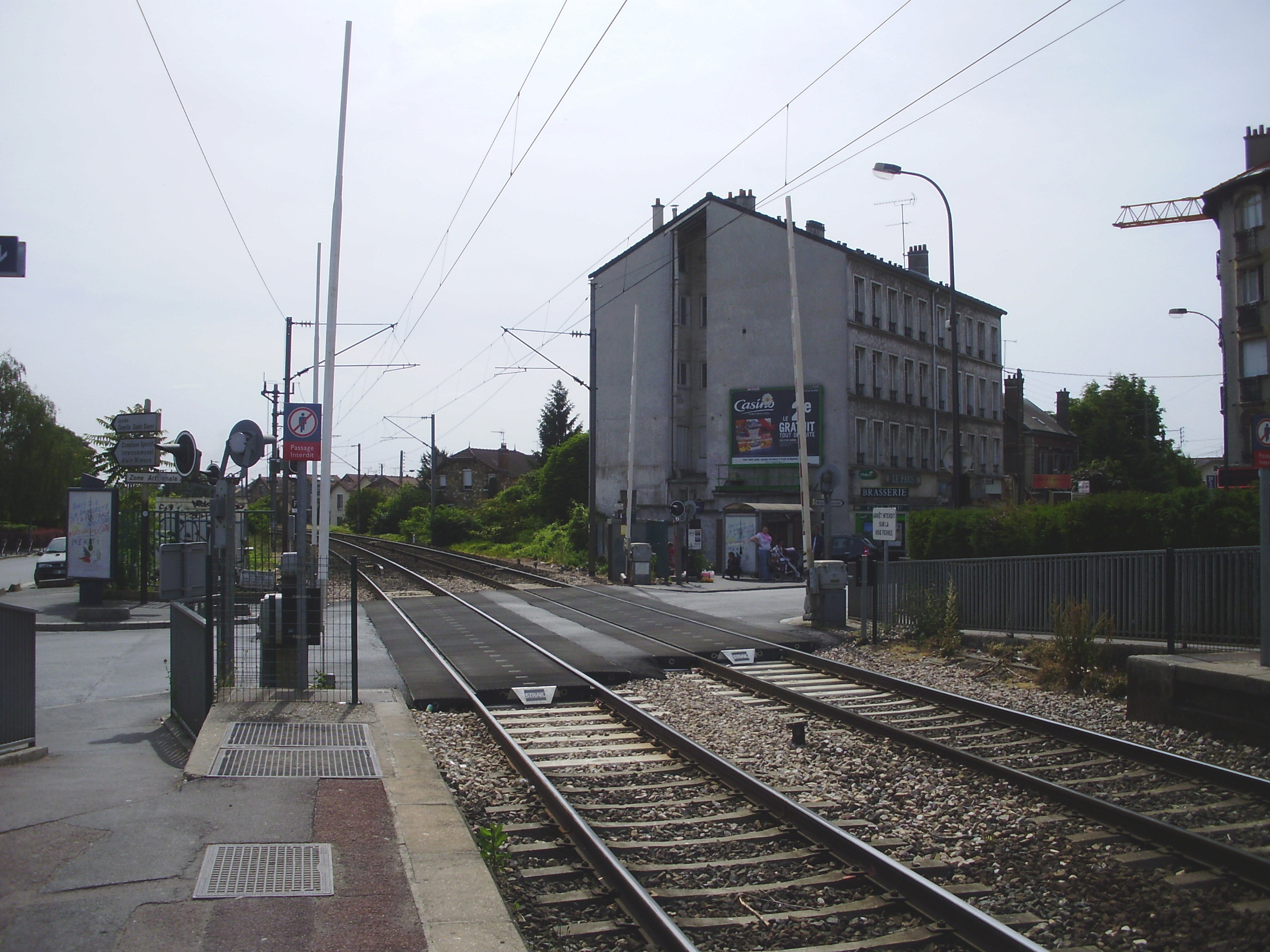
Passage à niveau ouvert au sud-ouest de la gare.

Le passage à niveau no 4, situé au point kilométrique 11,446 de la ligne d'Épinay - Villetaneuse au Tréport - Mers, à proximité immédiate de la gare, est le plus accidentogène parmi les cinq-cents que compte la région Île-de-France. Entre 1985 et juin 2010, ses barrières ont été brisées soixante-cinq fois. De plus, la proximité d'un lycée contribue à sa dangerosité. 
Implanté en zone urbaine sur l'ex-RN 311 (actuelle D 311) et sur une ligne assez fréquentée (entre 8 et 10 trains par heure et par sens en pointe), sa configuration est à quatre demi-barrières. Il demeure le théâtre d'accidents réguliers,. En effet, la fréquence des trains directs et omnibus peut induire, aux heures de pointe, des durées de fermeture des barrières assez élevées, ces dernières devant rester fermées lors de la montée et la descente des voyageurs. Cet état de fait explique la propension des piétons à traverser malgré les barrières fermées, pratique particulièrement dangereuse en raison du passage de trains sans arrêt et la présence d'un virage serré cachant la vue de loin.
La suppression de ce passage à niveau est régulièrement envisagée et ce depuis plusieurs décennies. Mais du fait de sa localisation dans un espace urbain dense, les solutions sont peu nombreuses, imposant dans tous les cas des expropriations coûteuses. Un passage routier souterrain semble difficile à mettre en place (présence d'une canalisation de gaz sous la voie), de même qu’un pont enjambant les voies.
En 2009, Dominique Bussereau, alors Secrétaire d'État chargé des Transports s'était rendu sur place, constatant le réel besoin d’aménagement et soulignant le fait : « On peut encore faire des efforts en matière de signalisation mais c'est vraiment un problème de comportement des automobilistes et des piétons ».
La solution de la déviation parait la meilleure. En effet, cet aménagement routier sous la forme d'un passage souterrain devait voir le jour à l'horizon 2013 pour un coût de vingt-et-un millions d'euros, financés par le Conseil général du Val-d'Oise et devait permettre d’alléger de 80 % le trafic. Toutefois le projet a été depuis abandonné et remplacé par un pont, solution plus économique permettant en outre la circulation des bus, mais dont la réalisation est repoussée à l'horizon 2018.
S'agissant des piétons, un passage souterrain ou une passerelle demeurent envisageables.
Le 8 octobre 2014, le premier radar de passage à niveau d'Île-de-France est mis en fonction afin de réduire les franchissements intempestifs lors de l'allumage du signal lumineux ou de la fermeture des barrières. Lors des dix premiers jours de fonctionnement, quinze infractions quotidiennes en moyenne ont été comptabilisées.
Depuis 2015, SNCF Réseau, est engagé dans un processus consistant à créer des voies publiques nouvelles et deux passages souterrains pour franchir les voies ferrées, le premier, sur place, pour les piétons et les vélos, le second, à environ 700 mètres au sud, pour les véhicules. Le budget est de 13,3 millions d'euros hors taxes aux conditions économiques de 2016. Une concertation s'est déroulée du 11 janvier au 11 mars 2017. Une enquête publique est prévue en 2018.
Une autre enquête publique s'est déroulée du 10 décembre 2021 au 19 janvier 2022.

## Correspondances
La gare est desservie par les lignes de bus 256 et 337 du réseau de bus RATP.

## Patrimoine ferroviaire
Le bâtiment voyageurs (BV) appartient à un type particulier érigé par la Compagnie du Nord sur la section d'Épinay à Montsoult - Maffliers et sur la ligne d'Ermont - Eaubonne à Valmondois. Ces bâtiments, dotés d'une aile basse en « T » et d'une aile haute large de trois travées, à gauche ou à droite, étaient très proches à l'origine avant d'être agrandis. Leur disposition asymétrique rappelle les gares d'intérêt local.
Celui de la gare de Deuil - Montmagny comportait à l'origine une partie haute, à droite ; l'aile basse de quatre travées seulement, portant la marquise (en bois) : une disposition identique à celui de la gare de Domont. Par la suite, le BV voit son aile haute surhaussée d'une mansarde quasi-verticale tandis que l'aile basse est élargie côté rue. Plus tard, l'aile basse est allongée et de nouvelles fenêtres sont percées.

## Galerie de photographies

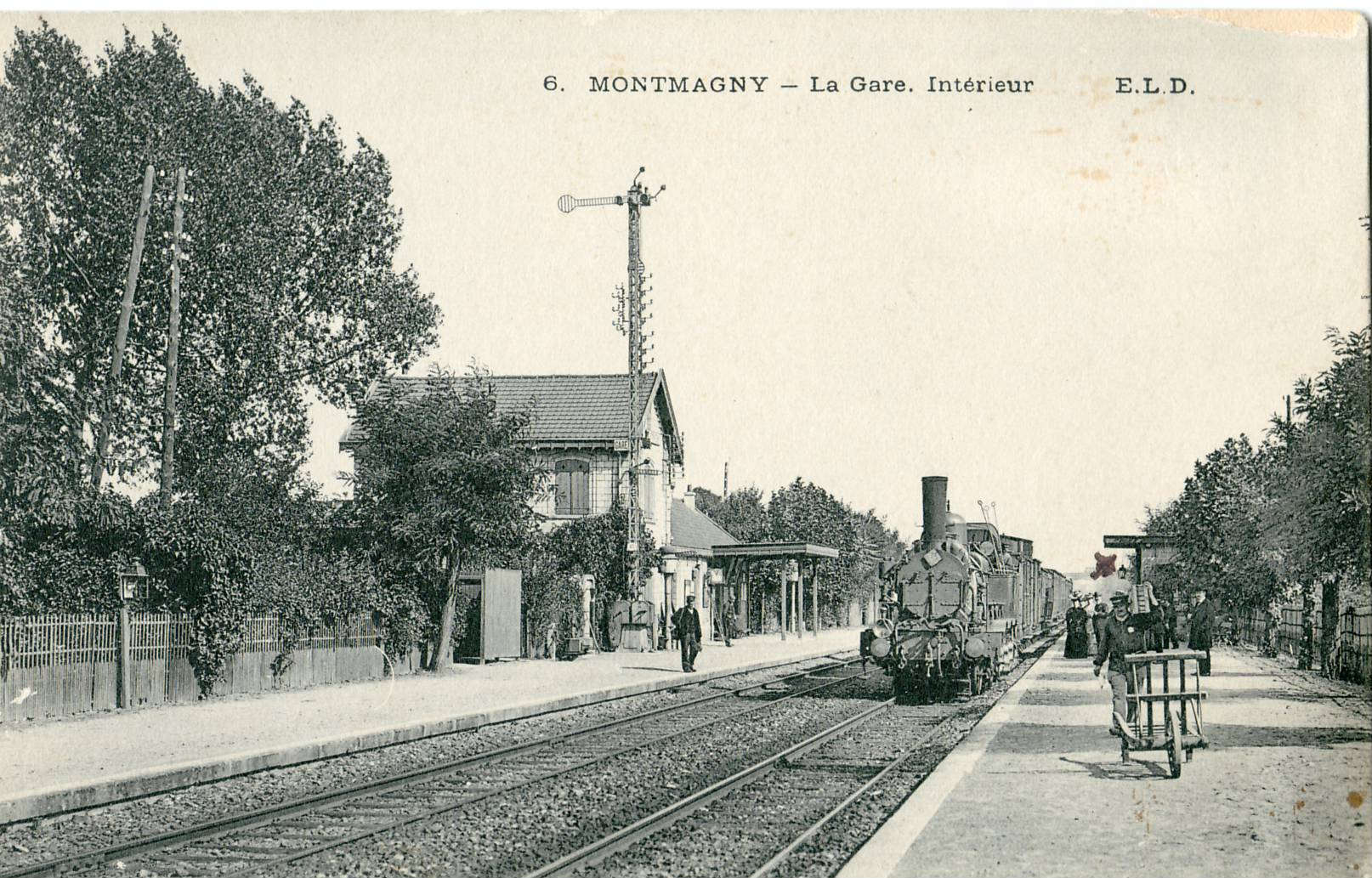
La gare de Deuil-Montmagny au début du XXe siècle.
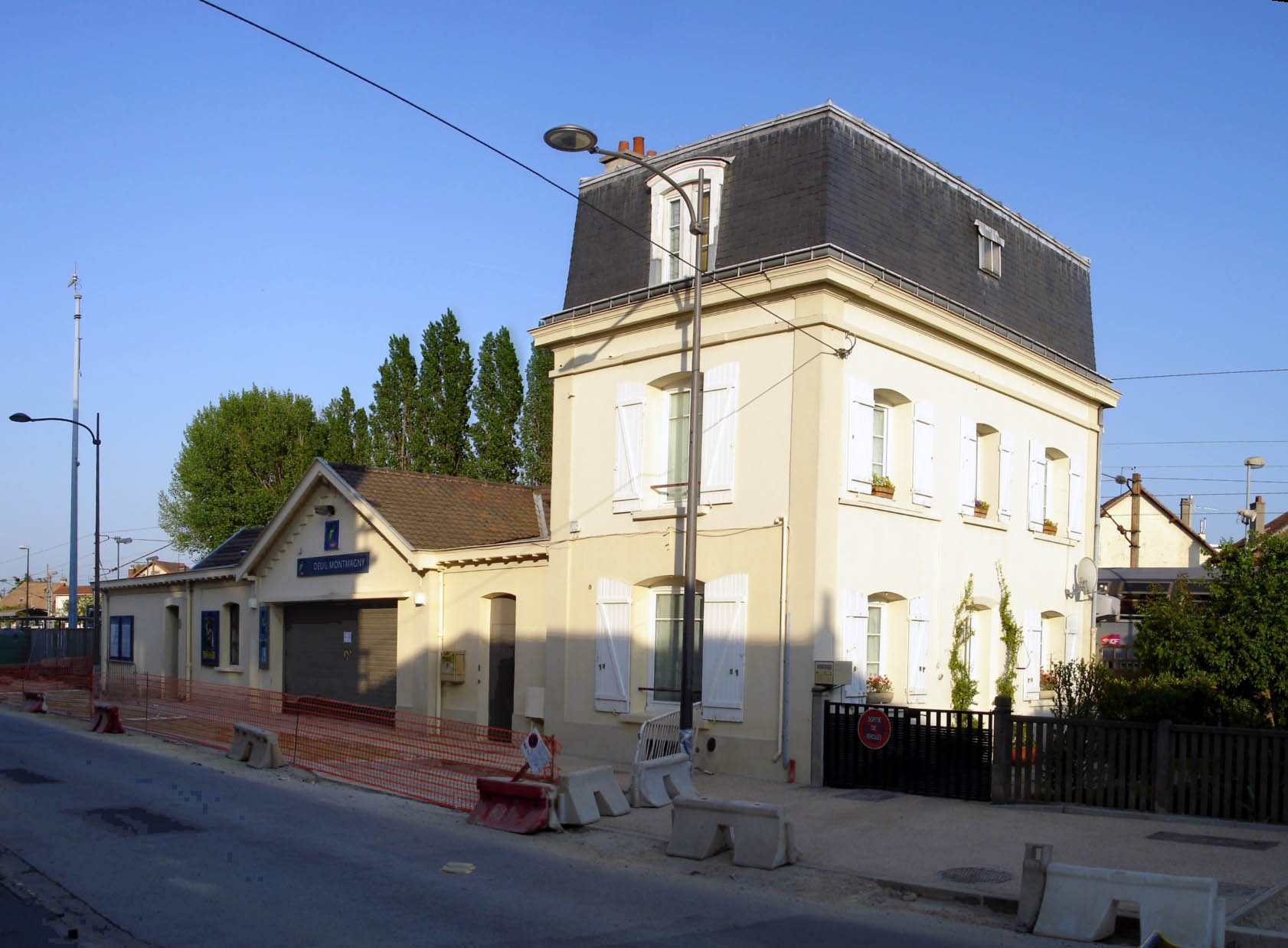
La gare de Deuil-Montmagny vue de la voie publique, en avril 2007.
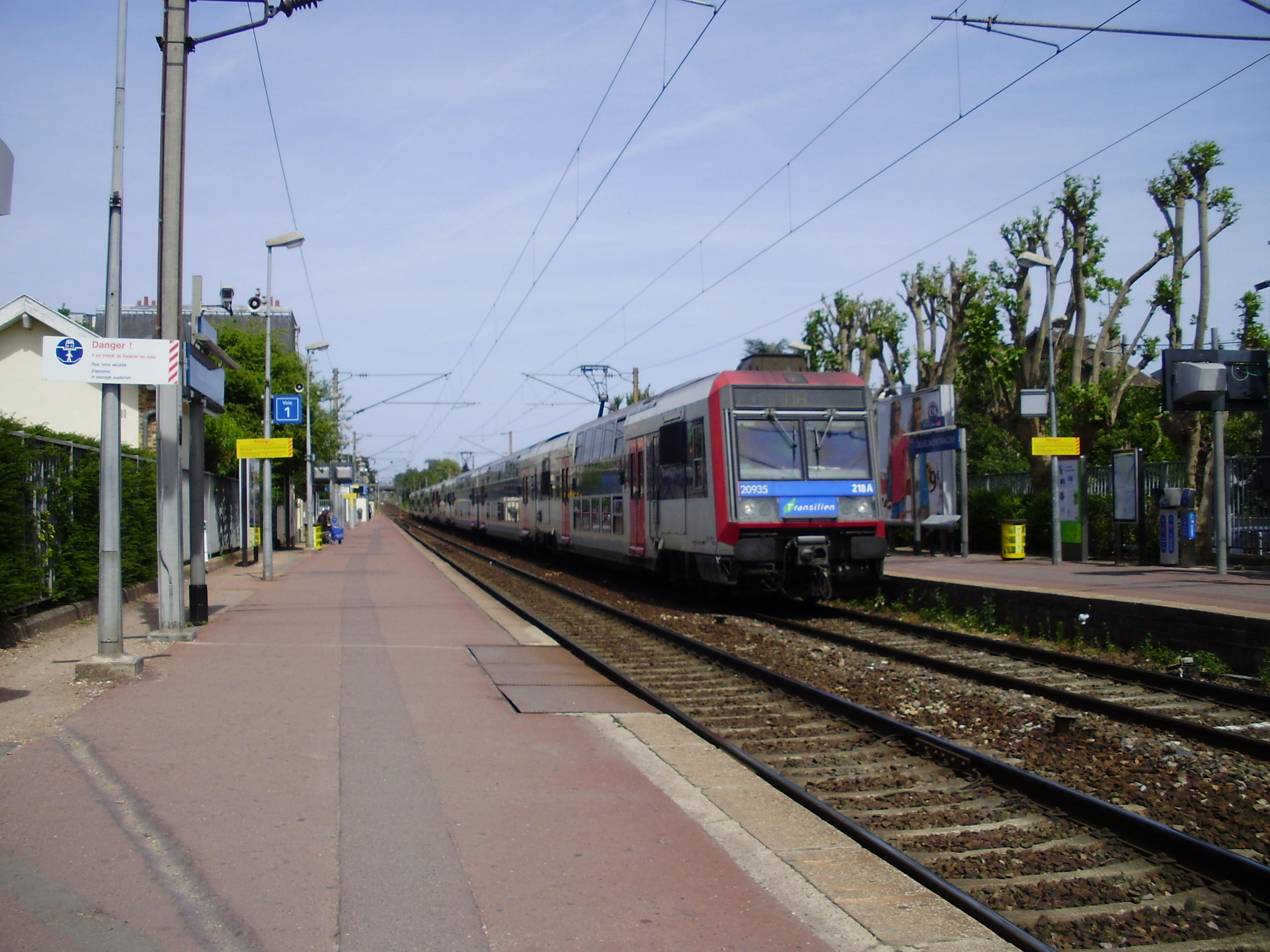
Rame type Z 20900 prête à partir pour la gare de Paris-Nord.
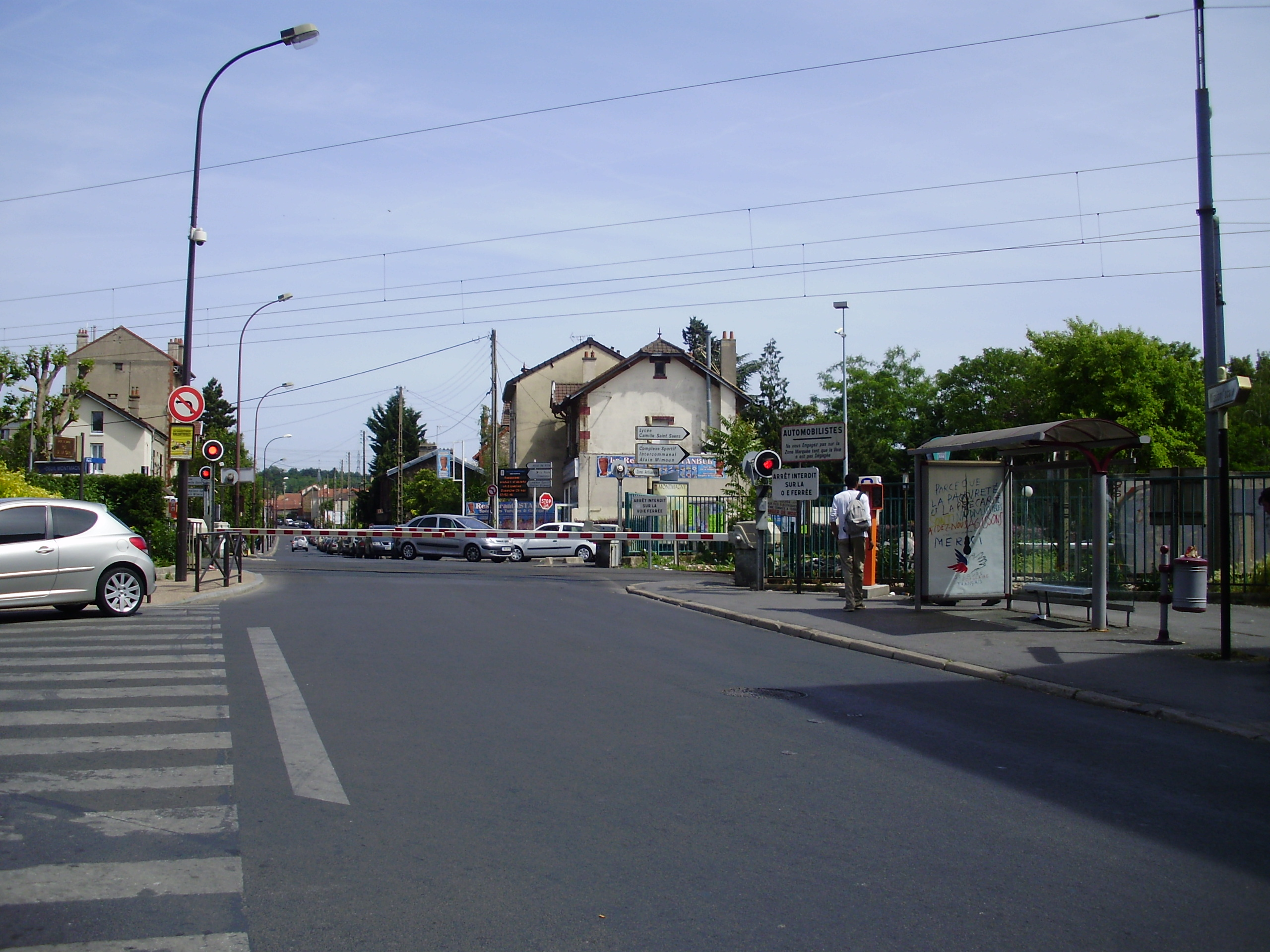
Passage à niveau fermé, vu de la rue de la Gare à Deuil-la-Barre.